# علي حسن الجابر
علي حسن محمد يوسف الجابر (9 يوليو1955- 12 مارس 2011) ، مصور قطري رئس قسم التصوير في قناة الجزيرة، حاصل على بكالوريوس وماجستير في التصوير السينمائي من أكاديمية الفنون في القاهرة.
اغتيل في كمين تعرض له فريق قناة الجزيرة في منطقة الهواري جنوب غرب مدينة بنغازي أثناء تغطيته للانتفاضة الليبية 2011،  ويعتبر علي حسن الجابر أول صحفي قتل منذ بدء الانتفاضة الليبية.

## المعلومات الشخصية
ولد في العاصمة الدوحة. درس السينما في أكاديمية الفنون في القاهرة، مصر. بالإضافة إلى ذلك التحق بجامعة قطر حيث حصل على البكالوريوس في عام 1982. في وقت وفاته كان متزوجا ولديه ثلاثة أطفال.

## المسيرة المهنية
بدأ مسيرته المهنية في تلفزيون قطر في الدوحة رئيسا لقسم التصوير في الفترة من 1979 إلى 2001. كما عمل كمشرف للتصوير الفوتوغرافي في اللجنة الأوليمبية القطرية من 2001 إلى 2005 وتم تعيينه كمدير لمكتب قناة سي إن بي سي عربية في قطر في عام 2005. في نهاية المطاف انتقل للعمل في قناة الجزيرة.

## الوفاة
تم إرسال الجابر ومصورين آخرين هما أشرف إبراهيم ومنسور إيبي إلى الخارج لتغطية الانتفاضات في بنغازي خلال الحرب الأهلية الليبية عام 2011. بعد وصولهم إلى مدينة العريش المصرية سافروا إلى ليبيا. في 12 مارس علموا أن مظاهرة مؤيدة للثورة ستجري في مدينة سلوق بالقرب من بنغازي. رافق الجابر مراسل الميدان بيبا ولد مهدي إلى التجمع وأطلق عليه الرصاص أثناء عودته إلى بنغازي بعد تقديم تقرير. كما أصيب زميله ناصر الحضر بالرصاص. تم إرسال الجابر إلى المستشفى لكنه لم ينج.

## ردود الفعل
قال وضاح خنفر المدير العام لقناة الجزيرة أن القتل جاء بعد «حملة غير مسبوقة» ضد قناة الجزيرة من قبل معمر القذافي.
أظهر الآلاف من الأشخاص في بنغازي دعما للصحفي عندما كان الحدث معروفا.
في اليوم التالي 13 مارس أدانت منظمة العفو الدولية القتل في حين قالت منظمة مراسلون بلا حدود أنهم غاضبون.